# Polnische Aufklärung

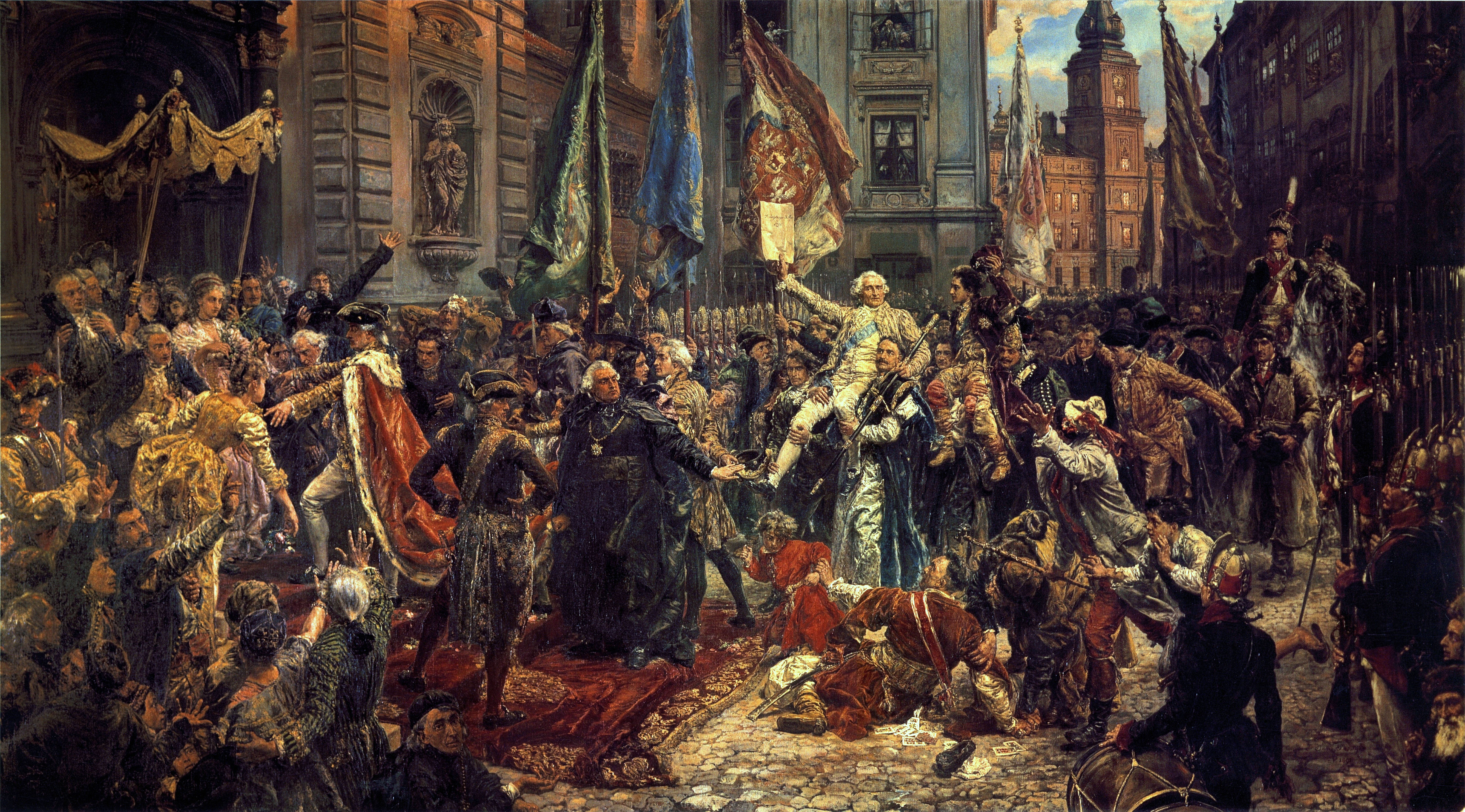
Verabschiedung der Verfassung vom 3. Mai 1791, Jan Matejko

Die polnische Aufklärung ist eine Epoche in der Geschichte Polens und zugleich die polnische Variante der zu Beginn des 18. Jahrhunderts in Europa entstandenen Aufklärungsbewegung.
Die polnische Aufklärung entfaltete sich zwischen 1730 und 1795, dem Jahr der letzten Teilung Polens. Ihre wesentlichen Merkmale sind ihre lange Koexistenz neben der alten sarmatischen Weltanschauung. Die Eigenheit der polnischen Aufklärung ist auf die eigentümliche Regierungsform zurückzuführen: Polen war eine aristokratische Republik und ein dualistisch-feudaler Föderalstaat, umgeben von absolutistischen Monarchien. Ihren politischen Höhepunkt bildet die Verfassung vom 3. Mai 1791. Die polnische Aufklärung fand ihr Ende 1822 mit dem Übergang zur polnischen Romantik.

„In der polnischen Kulturgeschichte markierte traditionell die dreißigjährige Regierungszeit von Stanisław August Poniatowski (1764–1795) das Zeitalter der Aufklärung. Die Aufklärung endete in Polen mit der dritten und letzten Teilung des Landes, die den Verlust dessen Souveränität bedeutete.“